# Vultee XP-68 Tornado
Vultee XP-68 Tornado byl projekt amerického vysoce výkonného přepadového stíhače. Jeho konstrukce byla založena na typu Vultee XP-54 Swoose Goose, který ovšem poháněl hvězdicový 42válec Wright R-2160 Tornado. Ten roztáčel dvě protiběžné vrtule. Jelikož byl zrušen vývoj pohonné jednotky, 22. listopadu 1941 byl projekt XP-68 ukončen. Typ se dostal pouze do fáze projektu.